# Ловорвишња
Ловорвишња (Prunus laurocerasus L.) припада роду Prunus који броји око 430 врста распрострањених на северној хемисфери. Синоними научног назива су Laurocerasus officinalis M. Roem, L. ottinii Carrière, L. vulgaris Carrière, Prunus grandifolia Salisb. и Padus laurocerasus Mill, а народног српског - зелениче, зеленичица, ловорикаста чрешња и ладоња.

## Ареал
Ловорвишња је природно распрострањена на Кавказу, Закавказју, у Ирану, Малој Азији, Бугарској и код нас у југоисточној Србији на планини Острозуб, где јој је најсеверозападнији део ареала. Интродукована је из Турске у Европу као декоративна врста у XVI, у Енглеску у XVII, а у Калифорнију у XIX веку.

## Опис врсте
То је зимзелени, усправан, од земље густо разгранат жбун, који на природним стаништима израсте 1-3 (-6) m, а у култури знатно више (до 11 m).
Листови су прости, спирално распоређени, кожасти, 15–20 cm дуги, 4–8 cm широки, издужено елиптични, на врху зашиљени, при основи округли или широко клинасти, целог обода или ретко назубљени, на лицу тамнозелени, сјајни, на наличју свјетлији, а при основи главног нерва са 2-4 брадавичасте жљезде. Листови имају мирис бадема кад се измрве јер садрже амигдалин.
Цветови су двополни, бели, петочлани са великим бројем жућкастих прашника, слаткастог мириса, на дршци дугој 5–10 mm, скупљени у 5–13 cm дуге усправне гроздасте цвасти које садрже 30 до 40 цветова пречника око 1 cm. Цветови се образују у рано пролеће, током марта-априла. Ентомофилна врста, најчешћи опрашивачи пчеле и лептири.
Плод је округласта, коштуница, пречника до 1–2 cm, која поцрни у августу-септембру, када сазри. Мезокарп сочан, желатинозан. Ендокарп (коштица) глатка, јајаста, зашиљена. Семе је са кожастом семењачом браон боје, без ендосперма, са здепастим, полулоптастим котиледонима, клијање епигеично.

## Биоеколошке карактеристике
Ово је брзорастућа врста, која у првој години достиже висину 20 cm, а у четвртој 1-1,5 m.
Најбоље успева на плодним и влажним, добро дренираним земљиштима. Може се узгајати на светлим, отвореним местима, али је изузетно отпорна на сенку, па успева и у густој сенци дрвећа, са врло мало директне светлости. Подноси и јаке ветрове. Отпорна је на ниске температуре, али јој за време јаких зима страдају листови. Добро подноси и сушу и загађен ваздух, па се због свега овога сматра врло жилавом врстом.
Ловорвишња је отпорнија на болести и штеточине од других Prunus врста, али при повећаној влажности земљишта може доћи до трулежи корена. Болести проузроковане гљивама и бактеријама могу довести до појаве рђастих пега по листовима, а гљиве из рода Botryosphaeria изазивају одумирање грана.

## Примена
Како се ловорвишња често и лако гаји на већини станишта, важно је уочити њену способност освајања простора. Наиме, у неким регијама (северозападна обала Северне Америке), она представља инвазивну врсту. Исти разлози, због којих је ловорвишња добар избор за врт, чине је и претњом за многе екосистеме. Брз раст, употпуњен зимзеленим надземним делом, као и отпорност на сушу и сенку, често доводе до њене доминације и потискивања других врста. Ово редукује биодиверзитет екосистема и негативно утиче на друге биљне и животињске врсте које ту живе. Њено ширење је тешко контролисати и због тога што се неке врсте птица хране плодовима и на тај начин разносе семе путем ендозоохорије.
Добро подноси орезивање, па се користи за живе ограде, бордуре, разне топијарне форме и сл. Користи се за формирање група и масива.
За разлику од других делова биљке, који су отровни, јер садрже цијаногени гликозид амигдалин, плодови су јестиви сирови или кувани; имају сладак, пријатан укус, али само кад су потпуно зрели.

## Размножавање
Ловорвишња се размножава семеном, резницама, положеницама, коренским избојцима и калемљењем. Генеративно размножавање подразумева двомесечну стратификацију због дормантности ембриона. Ако се полузреле резнице Prunus laurocerasus 'Otto Luyken' ожиљавају у септембру/октобру долази до неравномерне активације пупољака у пролеће, док се пупољци развијају уједначено кад је ожиљавање било у децембру. Ово се може објаснити тиме да пупољци резница пободених ујесен нису били изложени ниским температурама. Прашкаста индолбутерна киселина у концентрацији од 1% повећава проценат ожиљавања и на 100%.

## Унутарврсни таксони
Постоји неколико природних таксона као на пример Prunus laurocerasus var. schipkaensis Späth, var. caucasica H. Jaeger, var. serbica Pančić и око 40 културних међу којима су најчешћи:
- '' панаширани листови са жутим ободом;
- '' ситнолиста сорта густо обрасла заобљеним листовима, компактнија од сорте 'Rotundifolia';
- '' култивар са наранџасто-бронзаним младим листовима који су добар контраст старијим тамнозеленим;
- '' снажна биљка са великим листовима, до 30 cm дуги 11 cm широки;
- '' ситнолисни (6x3 cm) култивар са светлијим наличјем у односу на основну форму;
- '' патуљасти клон до 60 cm висок;
- '' брзорастући, високи култивар отпорнији од ранијих крупнолисних;
- '' полупатуљаста сорта са малим листовима до 10 cm дуги и 2–3 cm широки;
- '' има заобљеније листове и жбунастији хабитус од других култивара, што га чини погодним за живе ограде;
- '' сорта отпорна на ниске температуре.